# Ilsinho
Ilson Pereira Dias Júnior (São Bernardo do Campo, 12 oktober 1985) - alias Ilsinho - is een Braziliaanse profvoetballer die bij voorkeur als rechtsback speelt. Hij verruilde in 2012 FK Sjachtar Donetsk voor Philadelphia Union. Ilsinho debuteerde in 2007 in het Brazilië.

## Clubcarrière

### Brazilië
Ilsinho stroomde in 2006 door vanuit de jeugd van Palmeiras. Na vijf wedstrijden te hebben gespeeld voor de club uit Rio de Janeiro, maakte hij hetzelfde jaar nog de overstap naar São Paulo. Daar werd hij de opvolger van Cicinho, die naar Real Madrid was vertrokken. In zijn eerste seizoen bij São Paulo vierde Ilsinho meteen een landskampioenschap met de club, waarvoor dat de eerste keer sinds vijftien jaar was. Na 38 wedstrijden te hebben gespeeld in de Braziliaanse competitie, maakte Ilsinho op 30 juli 2007 voor de eerste keer de overstap naar Sjachtar Donetsk, dat 10 miljoen euro voor hem betaalde. De vleugelverdediger stond eerder ook in de belangstelling van AC Milan en Chelsea.

### Sjachtar Donetsk
De kapitaalkrachtige Oekraïners haalden Ilsinho bij de club als beoogde opvolger van Darijo Srna, die aangaf te willen vertrekken tijdens de volgende zomer. Deze besloot toch te blijven, waardoor Ilsinho vaak genoegen moest nemen met een reserverol.
Begin oktober 2008 raakte Ilsinho geblesseerd toen hij in de wedstrijd tegen Tsjornomorets, zijn middenvoetsbeentje brak.
Op 7 mei 2009 zorgde Ilsinho in de halve finale van de UEFA Cup voor het winnende doelpunt (2-1) waardoor Sjachtar de finale bereikte. In die finale tegen Werder Bremen kwam de verdediger opnieuw in actie maar werd hij in de extra tijd gewisseld voor Oleksiy Gai. Desondanks werd de eindstrijd wel gewonnen door de Oekraïners met opnieuw 2-1.

## Interlandcarrière
Op 8 maart 2007 werd hij voor de eerste maal opgeroepen om een interland te spelen voor Brazilië, in het kader van twee oefenwedstrijden tegen Chili en Ghana. Op 27 maart maakte hij vervolgens zijn debuut tegen Ghana, de wedstrijd werd met 1-0 gewonnen.
Ruim een jaar later was hij aanwezig met het Braziliaanse olympische elftal op het voetbaltoernooi van de Olympische Spelen in Peking. Daar wist hij met zijn team de halve finale te bereiken, de troostfinale werd uiteindelijk met 3-0 gewonnen van België waardoor de Brazilianen de bronzen medaille in de wacht sleepten.

## Spelersstatistieken
| Seizoen | Club             | Land     | Competitie            | Wed. | Goals |
| ------- | ---------------- | -------- | --------------------- | ---- | ----- |
| 2006    | Palmeiras        | Brazilië | Série A               | 5    | 0     |
| 2006    | São Paulo        | Brazilië | Série A               | 20   | 2     |
| 2007    | São Paulo        | Brazilië | Série A               | 13   | 0     |
| 2007/08 | Sjachtar Donetsk | Oekraïne | Vysjtsja Liha         | 20   | 5     |
| 2008/09 | Sjachtar Donetsk | Oekraïne | Vysjtsja Liha         | 13   | 1     |
| 2009/10 | Sjachtar Donetsk | Oekraïne | Vysjtsja Liha         | 23   | 4     |
| 2010    | São Paulo        | Brazilië | Campeonato Brasileiro | 9    | 1     |
| 2011    | São Paulo        | Brazilië | Campeonato Brasileiro | 6    | 1     |
| 2010/11 | Internacional    | Brazilië | Campeonato Brasileiro | 11   | 0     |
| 2011/12 | Sjachtar Donetsk | Oekraïne | Vysjtsja Liha         | 7    | 1     |
| 2012/13 | Sjachtar Donetsk | Oekraïne | Vysjtsja Liha         | 19   | 6     |
| Totaal  |                  |          |                       | 146  | 21    |

## Erelijst
Met Palmeiras:
- Série A: 2006
- Bola de Prata: 2006

Met Sjachtar Donetsk:
- Vysjtsja Liha: 2008, 2010, 2012, 2013, 2014
- Oekraïense beker: 2008, 2012, 2013
- Oekraïense Supercup:: 2008, 2012, 2014
- UEFA Cup: 2009
- Beste speler Vysjtsja Liha: 2007/08

Met Brazilië:
- Olympische Zomerspelen 2008: